# Призрак в школе (фильм)
«Призрак в школе» (англ. GhostQuake, также известен как англ. Haunted High) — американский фильм ужасов 2012 года режиссёра Джеффри Скотта Ландо.
Продажей фильма за пределами Соединённый Штатов занималась компания Echo Bridge International. Премьера состоялась на Syfy 25 августа 2012 года.

## Сюжет
В 1950-х годах, в Новой Англии, в школе Халломана, директор Альгерд Дэнфорт (М. К. Гейни) практикует чёрную магию и изучает оккультные науки. Он со своими подопечными-учителями приносят в жертву учеников и проводят над ними бесчеловечные опыты. После того, как полиция узнала о делах Дэнфорта, весь персонал покончил жизнь самоубийством. Тело Дэнфорта не было найдено.
Спустя полвека, в этой же школе учится внук Дэнфорта, Квентин Смит (Джонатан Бэрон). Один из учителей похищает проклятые монеты, которые Квентин носил с собой и случайно открывает демонам путь в наш мир. Ночью Дэнфорт возвращается в школу, где остались студенты, несколько преподавателей и загадочный уборщик Ортис (Дэнни Трехо), который знает тайну Квентина и уже четыре года следит за ним. В это же время в школу проникает группа студентов во главе с хулиганом Кольтом (Марк Донато), чтобы исправить оценки в аттестате. Практически все студенты и преподаватели погибают. В живых остаются Ортис, Квентин и его девушка Уитни (Лоррен Пеннингтон). Квентин узнаёт, что демонов можно победить лишь одним способом — уничтожить их тела, которые до сих пор остались в стенах школы. В ходе драки с Дэнфортом Ортис погибает, но Квентину и Уитни удаётся уничтожить проклятые монеты и останки директора.

## В ролях
- М. К. Гейни — Альгерд Дэнфорт, бывший директор школы Халломана с садистскими наклонностями, изучавший чёрную магию. После смерти вернулся, чтобы вновь терроризировать школу. Уничтожен главными героями в конце фильма[1].
- Джонатан Бэрон — Квентин Смит-Дэнфорт, внук Альгерда, студент. Его отец сменил фамилию, чтобы у сына не возникло проблем. От деда ему достались проклятые монеты, которые он хотел переплавить на ожерелье, чтобы подарить Уитни. В конце в него вселился дух Дэнфорта, но Уитни удалось его изгнать. Выжил в конце фильма.
- Лоррен Пеннингтон — Уитни Дуглас, афро-американка, девушка Квентина. Спасла ему жизнь, когда его тело захватил Дэнфорт. Выжила в конце фильма.
- Дэнни Трехо — Ортис, школьный уборщик, оккультист. Его сестра стала жертвой Дэнфорта, с которым Ортис давно мечтает свести счёты. Погибает от рук Квентина (зарезан ножом), в которого вселился дух бывшего директора. В конце фильма становится призраком и расправляется с Дэнфортом в мире духов[1].
- Марк Донато — Марк Кольт, хулиган, которого хотят отчислить за то, что он принёс в школу нож. Сын байкера-бандита. Вместе с несколькими товарищами проникает в школу ночью, чтобы исправить оценки в аттестате с помощью хакера-студента Блейка. Погибает от рук демонов-аколитов Дэнфорта.
- Грифф Фёрст — Гарланд, учитель музыки. Остаётся на ночь в школе, чтобы отрепетировать песню к школьному балу. В спортзале на него нападают ожившие рыцарские доспехи. Сначала Гарланд отбивается от них, но потом его раздавливают обломки стены школьного спортзала.
- Харизма Карпентер — Персия, библиотекарша. Оказалась наполовину затянутой в пол. Умерла от болевого шока.
- Шон С. Филлипс — Блейк Кендли, один из студентов, компьютерный гений, страдающий ожирением. Помогает Кольту. Попал в комнату с постепенно сужающимися стенами, раздавлен.

## Съёмки
Основная часть съёмок проходила в Новом Орлеане, штат Луизиана.